# Tino Anjorin
Tino Anjorin   (Poole, 23 de novembre de 2001) Faustino Adebola Rasheed Anjorin és un futbolista anglès que juga com a migcampista al Torino FC, cedit per l'Empoli FC.

## Biografia
Després de formar-se a les divisions inferiors del Chelsea Football Club (des dels 7 anys), finalment el 2019 va començar a formar part del primer equip, debutant un 25 de setembre contra el Grimsby Town Football Club en un partit de la Copa de la Lliga anglesa de futbol.
El 2 de setembre de 201 va ser cedit el F.C. Lokomotiv de Moscú per una temporada amb una obligació de compra el final de aquella mateixa temporada per un preu de £ 17 milions.